# Інструмент ласо
Ласо (або «вільне виділення») — інструмент для редагування, який можна знайти у більшості програм для роботи з цифровими зображеннями, а також у деяких стратегічних іграх. Він зазвичай розташований в основному меню, як у Photoshop, Paint Tool SAI, чи GIMP, і позначений значком у вигляді пунктирної лінії у формі мотузки, що й пояснює його назву ласо.

## Стандартне застосування
Інструмент ласо діє на активному шарі зображення і використовується шляхом натискання та перетягування для окреслення країв виділення. Більшість програм дозволяють створювати кілька замкнених контурів, які можна отримати, якщо кілька разів перетнути шлях виділення. Зазвичай немає потреби вручну закривати контур: коли кнопка миші відпускається, програмне забезпечення автоматично замикає всі незамкнені петлі. Область, обведена курсором, залишатиметься виділеною і доступною для різних операцій трансформації (переміщення, масштабування, вирізання, копіювання, вставки тощо), доки користувач не клацне в іншій частині зображення. Після цього виділення автоматично інтегрується в шар, з якого його було вибрано.

## Особливості
На відміну від інших алгоритмів вибору областей зображення, таких як інтелектуальні ножиці, чарівна паличка чи grabcut, використання ласо не вимагає жодних умов для зображення, оскільки користувач може вільно створювати будь-який замкнутий контур.

## Технічний опис
З погляду обробки зображень, ласо переважно виступає як інструмент маскування. Межі маски визначаються рухом курсору, коли кнопка миші натиснута. Створюється тимчасовий активний шар, який містить логічне І між маскою та шаром активного зображення. Водночас оригінальний активний шар маскується інверсією виділення ласо. Це створює ілюзію, що інструмент "вирізав" частину початкового зображення для вибіркового трансформування й редагування. Більшість операцій, які можна застосувати до всього зображення, тепер доступні для тимчасового активного шару.
Після об’єднання шарів пікселі тимчасового активного шару замінюють пікселі активного шару, з якими вони збігаються. «Порожні» пікселі обробляються залежно від підтримки програмою альфа-компонування. Вони можуть або набувати значення кольору фону за замовчуванням, або залишатися прозорими з нульовим значенням альфа-каналу.